# Mévouillon
 Mévouillon  ist eine französische Gemeinde mit 239 Einwohnern (Stand 1. Januar 2022) im Département Drôme in der Region Auvergne-Rhône-Alpes; sie gehört zum Arrondissement Nyons und zum Kanton Nyons et Baronnies.

## Geografie
Mévouillon liegt 39 Kilometer nordöstlich von Carpentras.
Nachbargemeinden von Mévouillon sind Rioms, Aulan, Montguers und Montauban-sur-l’Ouvèze.

## Bevölkerungsentwicklung
| Jahr                       | 1962 | 1968 | 1975 | 1982 | 1990 | 1999 | 2007 | 2016 |
| Einwohner                  | 323  | 283  | 263  | 233  | 206  | 204  | 212  | 241  |
| Quellen: Cassini und INSEE |      |      |      |      |      |      |      |      |